# 한 많은 석이 엄마
"한 많은 석이 엄마"(한많은 석이 엄마)는 한국에서 제작된 최무룡 감독의 1966년 영화이다. 김지미 등이 주연으로 출연하였고 최동권 등이 제작에 참여하였다.

## 출연

### 주연
- 김지미
- 최남현
- 남궁원
- 전계현

## 제작진
- 원작자: 문명관
- 원작자: 홍지운
- 조명: 고해진
- 미술: 박석인